# Haddonfield
Haddonfield es un borough ubicado en el condado de Camden en el estado estadounidense de Nueva Jersey. En el año 2010 tenía una población de 11.593 habitantes y una densidad poblacional de 1.566,62 personas por km².

## Geografía
Haddonfield se encuentra ubicado en las coordenadas 39°53′47″N 75°2′9″O / 39.89639, -75.03583.

## Demografía
Según la Oficina del Censo en 2000 los ingresos medios por hogar en la localidad eran de $86,872 y los ingresos medios por familia eran $103,597. Los hombres tenían unos ingresos medios de $73,646 frente a los $44,968 para las mujeres. La renta per cápita para la localidad era de $43,170. Alrededor del 1.3% de la población estaba por debajo del umbral de pobreza.